# 오마치정
오마치정(일본어: 大町町)은 일본 사가현의 거의 중심부에 있는 기시마군의 정이다.

## 지리
사가시에서 서쪽으로 약 20km 떨어진 내륙부에 위치하며 총면적이 도쿄도 지요다구와 거의 같다. 기후는 북부에 있는 구릉의 영향으로 온난하고 강수량도 비교적 많다.

### 인접한 자치체
- 다쿠시
- 다케오시
- 기시마군 고호쿠정, 시로이시정

## 역사
- 1889년 4월 1일 - 정촌제 시행으로 오마치촌과 후쿠모촌이 합병해 오마치촌이 되었다.
- 1936년 1월 1일 - 정으로 승격하였다.

## 경제
주요 산업은 농업(쌀, 보리, 오이, 딸기 등) 및 축산업(닭)이다. 이전에는 정내에 기시마 탄광이 있어 석탄 생산지로 번창했지만 1960년대의 에너지 혁명으로 폐광했다.

## 교통

### 철도
- 규슈 여객철도 사세보선

### 도로
- 국도 34호선